# Goronwy Rees
Goronwy Rees (n. 29 noiembrie 1909, Aberystwyth, Țara Galilor, Regatul Unit al Marii Britanii și Irlandei – d. 12 decembrie 1979, Londra, Anglia, Regatul Unit) a fost un jurnalist, profesor universitar și scriitor galez.

## Formarea profesională
Rees s-a născut în Aberystwyth, unde tatăl său era pastor la Biserica Metodistă Reformată a Tabernacolului. Familia s-a mutat ulterior la Roath, Cardiff, iar Goronwy a fost educat la Liceu de băieți din Cardiff. El a obținut trei burse în 1927 pentru a urma cursurile New College, Oxford, unde a studiat Istoria. În 1931 a devenit profesor la All Souls College.

## Cariera
După ce a părăsit universitatea, Rees a scris mai întâi pentru Manchester Guardian. În 1936, el a devenit editor asistent la Spectator, călătorind în Germania, Rusia, Spania și Cehoslovacia. Deși a avut convingeri marxiste în cea mai mare parte a anilor 1930, Pactul Hitler-Stalin l-a transformat în anticomunist și l-a determinat să se înroleze în armată înainte ca Marea Britanie să intre în război. În timpul celui de-al Doilea Război Mondial, el s-a alăturat Artileriei Regale și a fost avansat locotenent în Regimentul de Pușcași Regali Galezi. După război, și-a reluat activitatea la The Spectator. În 1946 a devenit apoi un administrator la H. Pontifex & Son și a început să lucreze pentru MI6. Fiica lui Rees a confirmat faptul că el a lucrat pentru MI6 cel puțin prin 1949: „...Și după-amiezile mergea pe 54 Broadway, lângă stația de metrou St. James's Park, la birourile SIS (sau MI6), unde a lucrat pentru departamentul politic care... evalua informații...”
În 1953, Rees a devenit directorul al Universității Aberystwyth. În 1956 a apărut o serie de articole în The People. Autorul lor anonim era descris ca „cel mai intim prieten, un om aflat într-o înaltă poziție academică”. Guy Burgess a fost prezentat în acele articole ca un om corupt, spion, șantajist, homosexual și bețiv. The Daily Telegraph a dezvăluit apoi că Rees era autorul. Universitatea a organizat o cercetare cu privire la acest subiect în perioada 1956-1957. În ciuda sprijinului oferit de studenți, conducerea universității nu l-a susținut. Rees a demisionat înainte de încheierea anchetei, iar cariera sa academică a luat sfârșit. Raportul universității a fost foarte critic față de Rees. În plus, „s-a dovedit că un număr mare de cunoștințe vechi ale lui Burgess și Maclean au fost mult mai șocate – s-au simțit, într-adevăr, trădate – de faptul că Goronwy Rees a oferit o versiune a zborului lor către People decât de zborul propriu-zis. Când Stephen Spender a arătat ziarului Daily Express o scrisoarea a unui prieten despre Burgess, i s-a făcut rușine de el însuși.”
Rees a făcut parte din Comitetul Departamental privind Homosexualitatea și Prostituția și a jucat un rol influent în obținerea de mărturii de la bărbații homosexuali audiați. Și-a petrecut ultimii ani din viață în Aberystwyth. El a scris un articol (semnat „R”) despre politica actuală pentru Encounter. El a scris, de asemenea, două autobiografii: A Bundle of Sensations (1960) și A Chapter of Accidents (1972).
El apare sub numele de „Eddie” în romanul The Death of the Heart (1938) al Elizabethei Bowen.
Rees a murit de cancer pe 12 decembrie 1979 la Spitalul Charing Cross din Londra.

## Comunism și anticomunism
În cursul anilor 1930, Rees a fost un intelectual marxist. El a intrat în contact cu cercul de spioni Cambridge Five prin intermediul prietenului său Guy Burgess.

## Lucrări
Cărți
- The Summer Flood (1932)
- Where No Wounds Were (1950)
- A Bundle of Sensations: Sketches in Autobiography (1961)
- Multimillionaires: Six Studies In Wealth (1961)
- The Rhine (1967)
- St Michael: A History of Marks & Spencer (1969)
- The Great Slump: Capitalism in Crisis 1929–1933 (1970) (review)[13]
- Conversations with Kafka by Gustav Janouch (1970) (traducător)
- A Chapter of Accidents (1972)[14]
- Brief Encounters (1974)

Articole
New York Review of Books:
- "Inside the Aquarium" (1967)[15]

The Spectator:
- "Pity" (1936)[16]
- "Children From Spain" (1937)[17]
- "In Defense of Welsh Nationalism" (1937)[18]
- "The Unpeopled Spaces" (1937)[19]
- "Standards of Greatness" (1938)[20]
- "The Spectre" (1948)
- "Supreme Commander" (1949)[21]
- "The Informer and the Communist" (1953)